# محرم نويدكيا
محرم نويدكيا (مواليد 1 نوفمبر 1982) هو لاعب كرة قدم إيراني يلعب حاليا لصالح نادي سباهان كقائد ولاعب وسط.
كان من بين اللاعبين المستدعين لمنتخب بلاده في نهائيات كأس العالم 2006 في ألمانيا ولكنه لم يلعب أي مباراة.